# Domfabriek

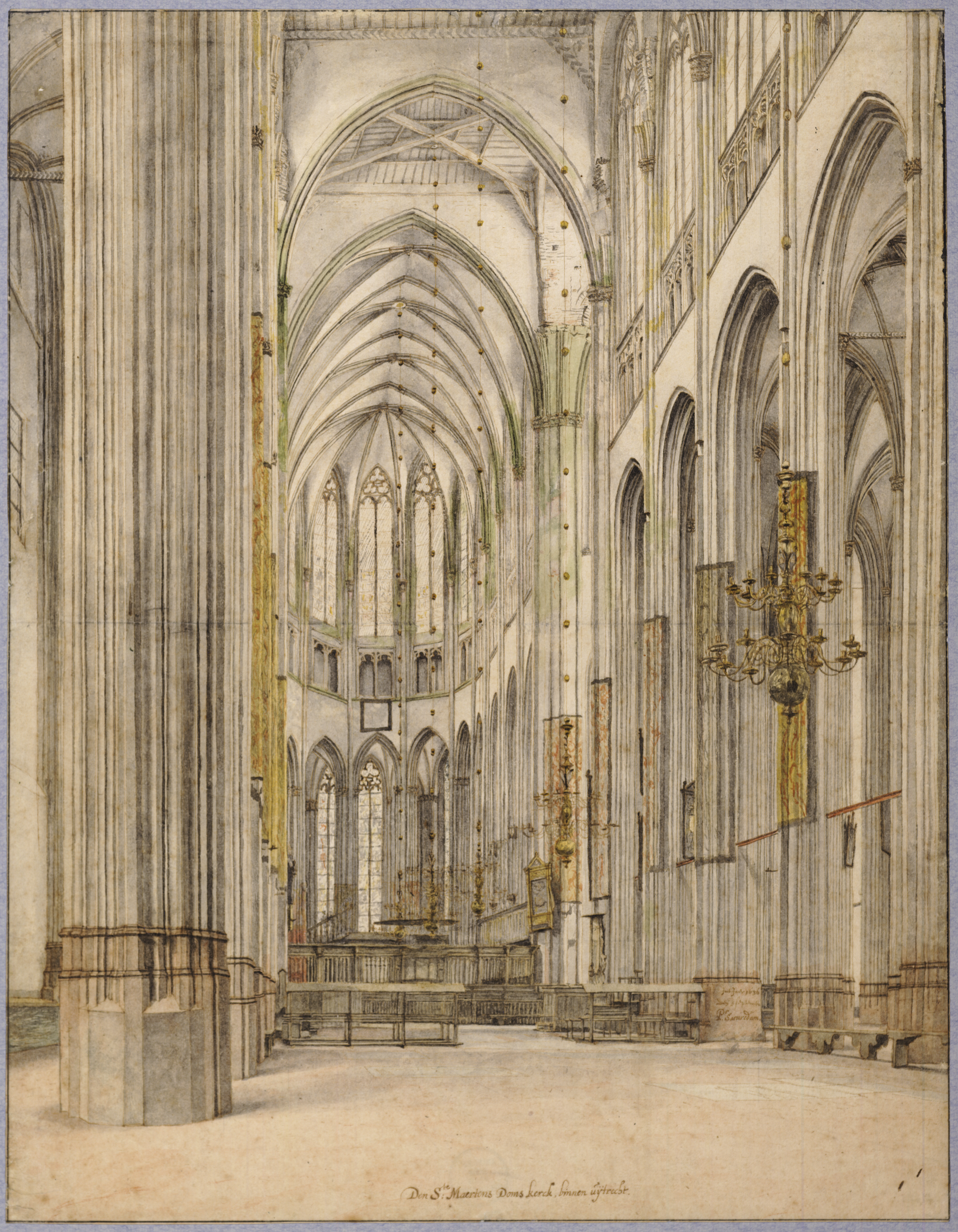
Interieur Dom van Utrecht door Pieter Janszoon Saenredam (1597-1665)

De Domfabriek van Utrecht was in de middeleeuwen de administratieve beheerseenheid voor de bouwactiviteiten van de nieuwe Dom van Utrecht. 
Door de stadsbrand van 1253 in Utrecht was de toenmalige Dom van Adelbold zwaar beschadigd. Daarom werd besloten om een nieuwe Dom te bouwen. Om inkomsten en uitgaven in goede banen te leiden en toe te zien op de constructie werd de Domfabriek opgericht. Het begrip fabriek is afgeleid van het Latijnse fabrica, dat constructie betekent.
Vanaf circa 1200 was het in Europa steeds meer gebruik om een afzonderlijke beheerseenheid op te zetten bij de kostbare bouw van kathedralen. Dit was niet alleen voor de vermogenspositie van belang maar ook om het totaal van privileges, rechten en gebruiken zoals de heiligenvereringen, aflaten, pelgimages en dergelijke te coördineren. Het genereren van inkomsten voor de bouw van de kathedraal was een hoofdtaak. Daarnaast werd bijgehouden waar het geld aan besteed werd in de perioden dat er werd gebouwd. De verantwoordelijkheid voor de bouw van de kathedraal lag bij het Domkapittel. Dit fungeerde gedurende de bouw als projectontwikkelaar en aannemer en zorgde ook voor inkomsten tijdens en na de bouw.
De nauwkeurig bijgehouden administratie van de Utrechtse Domfabriek is een rijke bron van informatie voor historici, zeker in combinatie met andere historische bronnen. De oudste fabriekrekeningen van de Dom van Utrecht dateren vanaf 1395 en bevatten onder andere een kerken-en parochielijst. Ze behoren tot de belangrijkste van Europa. De bouw van de Dom werd gestopt in 1517. De laatste rekening in het archief van de Domfabriek is van 1569. 
Een bestuurder van de Domfabriek werd fabrieksmeester genoemd.
De Bronnen tot de bouwgeschiedenis van de Dom te Utrecht werden in verscheidene delen uitgegeven door Martinus Nijhoff, 's-Gravenhage in de Grote Serie van Rijks Geschiedkundige Publicatiën. Deze delen vormen een belangrijke bron voor de kerkgeschiedenis van Nederland.